# Florian Hinterberger
Florian Hinterberger (* 8. Dezember 1958 in Regensburg) ist ein ehemaliger deutscher Fußballspieler und Trainer. Seine größten Erfolge als Spieler waren das Erreichen des DFB-Pokal-Finales 1983 mit dem SC Fortuna Köln, das gegen den 1. FC Köln verloren wurde, und 1988 der Gewinn des UEFA-Cups mit Bayer 04 Leverkusen im Finale gegen Espanyol Barcelona.

## Karriere als Spieler

### 2. Bundesliga, 1978 bis 1984
In Weiden i.d.Opf aufgewachsen, wechselte Florian Hinterberger mit 19 Jahren vom Landesligisten SpVgg Weiden zur Runde 1978/79 zur SpVgg Fürth in die 2. Bundesliga Süd. Trainer Hannes Baldauf erreichte mit den „Kleeblättern“ den vierten Rang, der Neuzugang aus Weiden kam auf Anhieb in die Stammelf und bestritt 32 Ligaspiele an der Seite des Torschützenkönigs Eduard Kirschner, welcher 33 Tore für die Elf vom Ronhof in dieser Runde erzielte. Vier Runden spielte der technisch beschlagene Mittelfeldspieler Hinterberger für Fürth, wobei er von 1978 bis 1982 auf 119 Spiele mit 18 Toren in der 2. Fußball-Bundesliga kam. Ab der Saison 1982/83 spielte er für die Mannschaft des Präsidenten Hans Löring, SC Fortuna Köln. Im Kölner Südstadion feierte er 1983 im DFB-Pokal mit Trainer Martin Luppen nach Erfolgen über SC Freiburg, SSV Ulm, Eintracht Braunschweig, Borussia Mönchengladbach und im Halbfinale mit einem 5:0-Sieg gegen Borussia Dortmund den Einzug in das Finale am 11. Juni 1983. Das Stadtderby gegen den 1. FC Köln verloren Hinterberger und seine Mannschaftskameraden Bernd Helmschrot, Jürgen Baier, Heinz-Jürgen Gede, Johannes Linßen, Bernd Grabosch und Dieter Schatzschneider mit 0:1 Toren. Von 1982 bis 1984 absolvierte der laufstarke Mittelfeldspieler 66 Spiele mit sieben Toren für Fortuna Köln und unterschrieb dann einen Vertrag bei Bayer 04 Leverkusen.

### Bundesliga und UEFA-Cup, 1984 bis 1990
Im ersten Jahr in der Fußball-Bundesliga, 1984/85, kam Hinterberger unter Trainer Dettmar Cramer auf 18 Einsätze. Unter dem neuen Trainer Erich Ribbeck belegte Bayer 1986 den sechsten Platz und zog damit in den UEFA-Cup der Runde 1986/87 ein. Beim Gewinn des UEFA-Cup im Jahre 1988 kam Hinterberger gegen die Gegner FC Toulouse, Feyenoord Rotterdam, FC Barcelona, Werder Bremen und Espanyol Barcelona auf sieben Einsätze. Mit den Leistungsträgern Rüdiger Vollborn, Thomas Hörster, Wolfgang Rolff, Bum-Kun Cha, Tita und Herbert Waas war Hinterberger an diesem Erfolg beteiligt. Von 1984 bis 1990 kam er für Leverkusen in der Bundesliga auf 105 Einsätze und erzielte dabei zwei Tore. Im UEFA-Cup kamen von 1986 bis 1988 dreizehn Spiele hinzu. Mit Leverkusen scheiterte er im Halbfinale des DFB-Pokals am 10. Mai 1989 durch eine 1:2-Niederlage gegen Werder Bremen.
Nach der Runde 1989/90 wechselte er zum TSV 1860 München und stieg mit den „Löwen“ sofort in die 2. Bundesliga auf, wo er dann in der Saison 1991/92 nochmals 14 Spiele bestreiten konnte und somit insgesamt in der 2. Bundesliga mit 199 Einsätzen und 25 Toren notiert ist. Eine schwere Schulter- und Knieverletzung bedeutete für ihn jedoch noch während der Saison das Karriere-Ende und er wurde Trainer beim Amateurligisten SpVgg Starnberg.

## Nach der Spielerkarriere
Nach acht Jahren beim FC Starnberg wurde Hinterberger 2001 Trainer der Amateure des TSV 1860 München. Auf eine anschließende Tätigkeit beim 1. FC Nürnberg folgte im Mai 2011 die Rückkehr zu den „Löwen“, wo er bis zum 28. Februar 2014 als Sportdirektor fungierte.

## Veröffentlichungen
- Er will halt nur Fußball spielen. Regensburger Domspatz, UEFA-Pokalsieger und Münchner Löwe (Autobiographie). Arete Verlag, Hildesheim 2020, ISBN 978-3-96423-042-3